# Uintah (Utah)
Uintah – miasto w Stanach Zjednoczonych, w stanie Utah, w hrabstwie Weber.